# Pyrolobus
Genre
Espèce

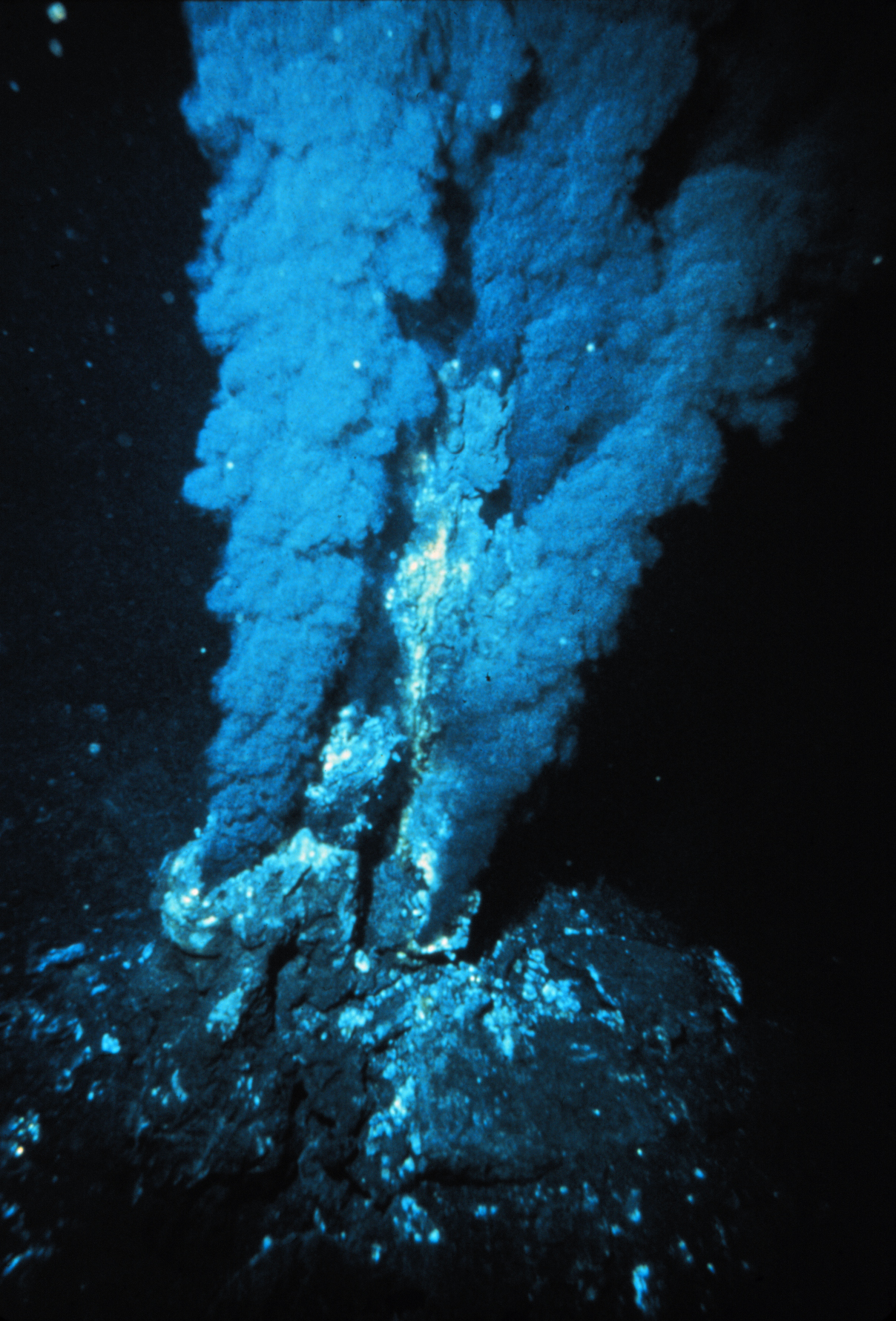
Pyrolobus fumarii vit aux abords des fumeurs noirs.

Pyrolobus fumarii est une espèce d'archées hyperthermophiles connue pour sa capacité à survivre à des températures extrêmement élevées. C'est le seul représentant connu du genre Pyrolobus appartenant au phylum des Crenarchaeota.

## Historique
Pyrolobus fumarii a été découvert pour la première fois en 1997 aux abords d'une cheminée hydrothermale sous-marine sur la dorsale Atlantique.
Un microbe de la même famille, temporairement baptisé Strain 121 (« Souche 121 »), a réussi quant à lui à survivre dans un autoclave à 121 degrés Celsius pendant 10 heures. Il n'a finalement pas survécu à une température de 130 degrés Celsius,.
Depuis 2021, ce genre fait partie du phylum Thermoproteota.

## Taxonomie

### Étymologie
L'étymologie du genre Pyrolobus est la suivante : Pyr.o.lo’bus Gr. neut. n. pŷr, feu; Gr. masc. n. lobos, lobe; N.L. masc. n. Pyrolobus, ce qui signifie le lobe de feu,. Celle de l'espèce Pyrolobus fumarii est fum.a’ri.i L. gen. neut. n. fumarii, de la cheminée, pour faire référence au biotope des fumeurs noirs,.

## Description
Pyrolobus fumarii est l'un des micro-organismes les plus hyperthermophiles connus. Il peut vivre et se multiplier jusqu'à 113 °C et sa croissance est impossible pour des températures inférieures à 90 °C. Il s'agit d'une espèce aérobie facultative, chimiolithoautotrophe. Il a pu être mis en culture à une pression de 250 bars. Ses conditions de culture nécessitent aussi une salinité de 1% à 4% avec un optimum à 1,7 % ainsi qu'un pH compris entre 4 et 6,5 (optimum de 5,5. Le pourcentage en bases GC est de 53%.

## Habitat
Pyrolobus fumarii est une bactérie marine vivant dans les profondeurs (isolé à 3 650 m en dessous du niveau de la mer) au niveau des fumeurs noirs.